# Lola Pagnani
Lola Pagnani, född 3 april 1972 i Rom, Italien, är en italiensk skådespelare och ballerina.
Hennes far var Enzo Pagnani, som var skrivare och filmregissör. När hon var 17 år studerade hon nutida dans i Paris. Hon var konstnärlig ledare vid den turnerande repertoarensemblen Momix och var koreograf för Cirque du Soleil i Montréal. Lola har avslutande diplomexamen vid danshögskolan Alvin Ailey American Dance Theater i New York. Hon har också arbetat inom italiensk film och teater med kända namn som Ettore Scola, Giulio Base och Lina Wertmüller. Hon lärde sig tala franska, spanska och engelska flytande.

## Filmografi

### Bio
- Trafitti da un raggio di sole (1995) - Fabiola
- Polvere di Napoli (1996) - Rosita
- Ninfa plebea (1996) - Lucia
- Ferdinando e Carolina (1999) - Sara Goudar
- La bomba (1999) - Daisy
- Il pranzo della domenica (2002)
- Gente di Roma (2003)
- Women Seeking Justice (2007)

### Television
- Pazza famiglia (1995)
- Commissario Raimondi (1998) - Esmeralda
- Anni 50 (1998)
- La squadra (2000)
- Un posto al sole (2001) - Roberta Cantone
- Francesca e Nunziata (2001)
- Carabinieri 5 (2005)
- Un ciclone in famiglia 2 (2005)
- Donne sbagliate (2006)
- Capri (2006) - Maria Rosaria

### Teater
- Vergine Regina (1996)
- Anatra all'arancia (1997)
- Carmen (1987)